# Československý protikomunistický odboj

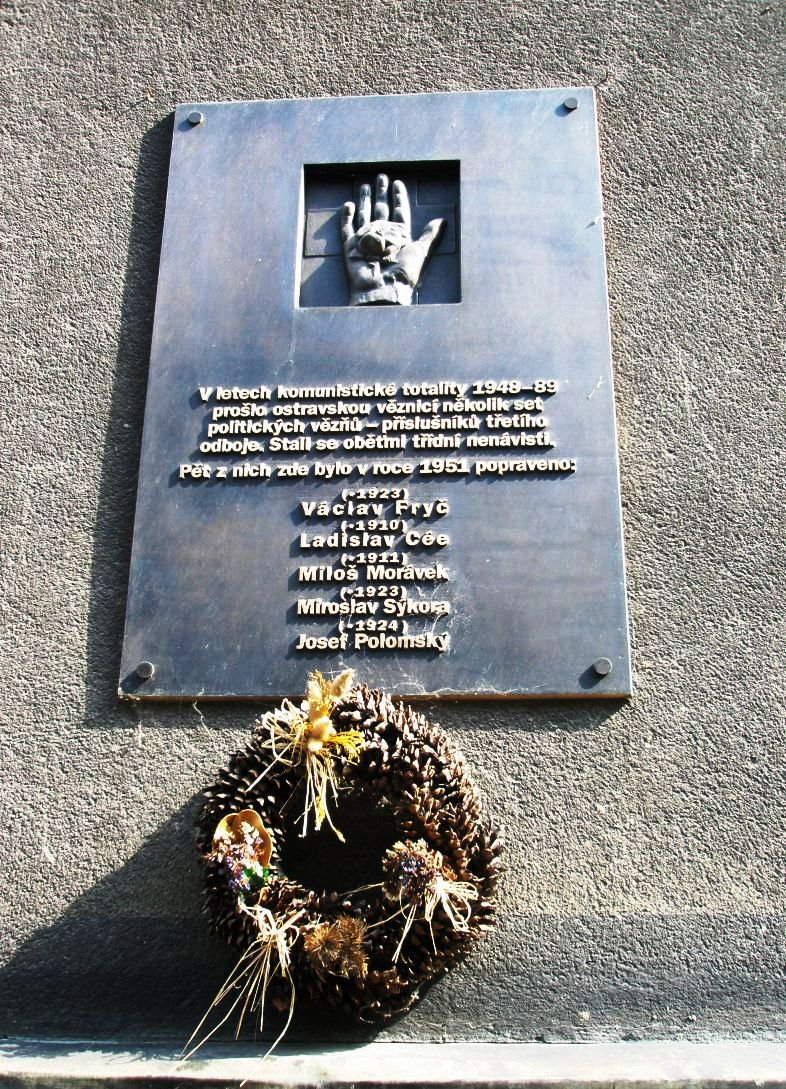
Pamětní deska na zdi věznice v Moravské Ostravě, připomínající oběti třetího odboje

Československý protikomunistický odboj, často nazýván také 3. odboj, se začal formovat bezprostředně po komunistickém únorovém převratu v roce 1948. Hlavní fáze skončila zhruba roku 1956, o definitivním konci odboje se dá mluvit v souvislosti se sametovou revolucí v roce 1989.

## Zákon o protikomunistickém odboji a odporu
20. července 2011 schválil Parlament České republiky zákon č. 262/2011 Sb., o účastnících odboje a odporu proti komunismu, který nabyl účinnosti 17. listopadu 2011, tedy symbolicky v den výročí pádu komunismu v Československu (§ 13).
Tento zákon považuje za odboj a odpor proti komunismu takovou činnost, která byla vykonávána v období od 25. února 1948 do 17. listopadu 1989, která byla motivována „politickým, náboženským nebo mravním demokratickým přesvědčením“ a zároveň vyvíjena s cílem „odstranit, výrazně oslabit či narušit anebo jinak poškodit komunistickou totalitní moc v Československu a obnovit svobodu a demokracii“ (§ 2). Aby některá z protikomunistických činností byla uznána za odboj a odpor proti komunismu, musí zároveň odpovídat některé z následujících forem (§ 3):
odst. 1: ozbrojený boj proti komunistickému režimu v Československu, provádění sabotáží, spolupráce se zahraniční zpravodajskou službou demokratického státu, převaděčství nebo překračování státních hranic za účelem účasti v odboji, popř. jiné statečné činy na podporu ozbrojených akcí. Za tuto činnost je možné získat také status válečného veterána (§ 5);
odst. 2: soustavná, dlouhodobá či jinak významná činnost spočívající
písm. a): v autorství petic a veřejných vyjádření, popř. jejich tisk a rozšiřování,
písm. b): v organizaci veřejných vystoupení proti komunistickému režimu, politické či publicistické činnosti anebo v jiné prokazatelně protikomunistické činnosti,
písm. c): v politické či publicistické činnosti anebo v jiné prokazatelně protikomunistické činnosti vykonávané v zahraničí;
odst. 3: aktivní zapojení se do činnosti skupiny, jejíž členové vykonávali některou z činností uvedenou výše;
odst. 4: zastávání veřejných postojů, které bránily udržení komunistického režimu, pokud za ně byl jejich nositel postižen vážnou formou perzekuce;
odst. 5: činnost uvedená výše vykonávaná před 25. únorem 1948, pokud tato činnost byla spojena s rizikem obdobným riziku po 25. únoru 1948.

### Osvědčení účastníka odboje a odporu proti komunismu
Zákon přitom stanoví (§ 4), že osvědčení účastníka odboje a odporu proti komunismu nemůže být uděleno těm osobám, které spolupracovaly s komunistickými bezpečnostními složkami (StB, VKR aj.), byly členy KSČ, Lidových milicí a některých dalších komunistických organizací, které studovaly vysokou školu politickou, vojenskou nebo bezpečnostní anebo se jiným významným způsobem podílely na upevňování komunistické totalitní moci v Československu. Tyto překážky lze prominout jen v případě, že se prokáže, že činnost v odboji proti komunismu byla časově delší, rozsáhlejší nebo intenzivnější než budování komunismu.
Osvědčení účastníka odboje a odporu proti komunismu vydává Ministerstvo obrany České republiky a vydání osvědčení je spojeno s finanční odměnou 100 000 Kč pro žijící účastníky odboje a odporu a v některých případech také s odměnou 50 000 Kč pro pozůstalé manželky (§ 6). S vydáním osvědčení je rovněž spojena úprava důchodu (§ 8), příp. provedení rehabilitace (§ 11). Ministerstvo vede evidenci vydaných osvědčení (§ 9). Proti rozhodnutí ministerstva je možné podat odvolání k Etické komisi České republiky (§ 7). Seznam vyznamenaných účastníků odboje proti komunismu je zveřejněn na webu Ministerstva obrany. Zde je lze hledat prostřednictvím kategorie Osobnosti československého protikomunistického odboje.

## Velké odbojové organizace a skupiny
Zde jsou uvedeny skutečně existující struktury vyvíjející skutečnou činnost proti komunistickému režimu. Nikoliv smyšlené skupiny vybájené Státní bezpečností pro účely propagandy a vykonstruovaných procesů.
- Veřejné organizace
  - K 231
  - KAN
  - Charta 77

- Ozbrojený odpor a odbojové skupiny

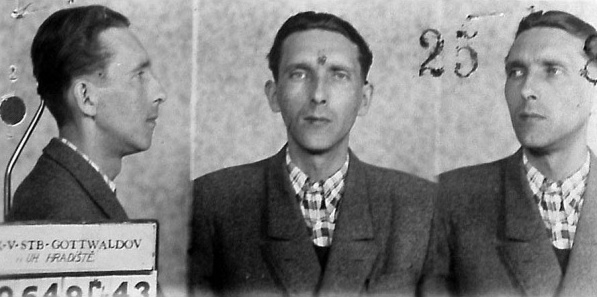
Vazební fotografie Rudolfa Lenharda z odbojové skupiny Světlana

- - skupina bratří Mašínů
  - Černý lev 777
  - Světlana
  - Jarmila
  - skupina Praha-Žatec
  - skupina Čančík-Moravec
  - skupina MAPAŽ[3]

- Náboženské skupiny
  - Podzemní církev
  - Biela légia

## Velké akce a vystoupení
- 1948
  - 25. únor – demonstrace 5 tisíc studentů v Praze (především z řad křesťanských a národně-socialistických spolků) během komunistického převratu
  - červen – červenec – XI. všesokolský slet
  - 22. – 23. srpen – orelská pouť na Svatém Hostýně
  - 8. – 10. září – pohřeb Edvarda Beneše
- 1949
  - 17. května – Prokešův puč
  - 19. červenec – pastýřský list československých biskupů: Hlas biskupů a ordinářů věřícím v hodině velké zkoušky
- 1953

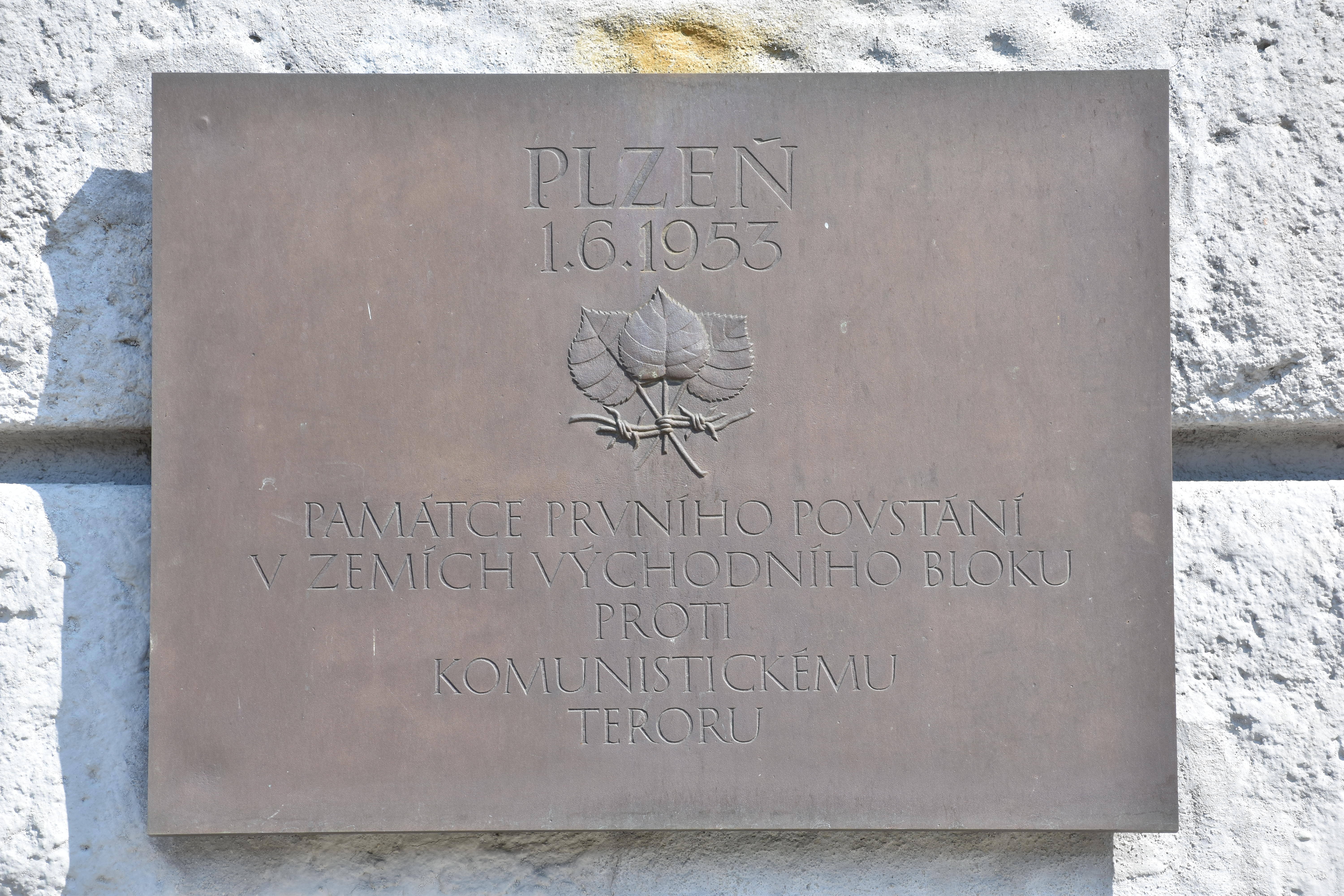
Pamětní deska Plzeňského povstání z roku 1953

- - 31. květen – 5. červen – Plzeňské povstání
- 1968
  - 31. březen – založení K 231
  - 8. duben – založení KAN
- 1969
  - 16. leden – Jan Palach – protest proti okupaci a pasivitě národa sebeupálením
  - 25. únor – Jan Zajíc – následovník Jana Palacha – protest sebeupálením
  - 4. duben – Evžen Plocek – 3. živá pochodeň – protest sebeupálením

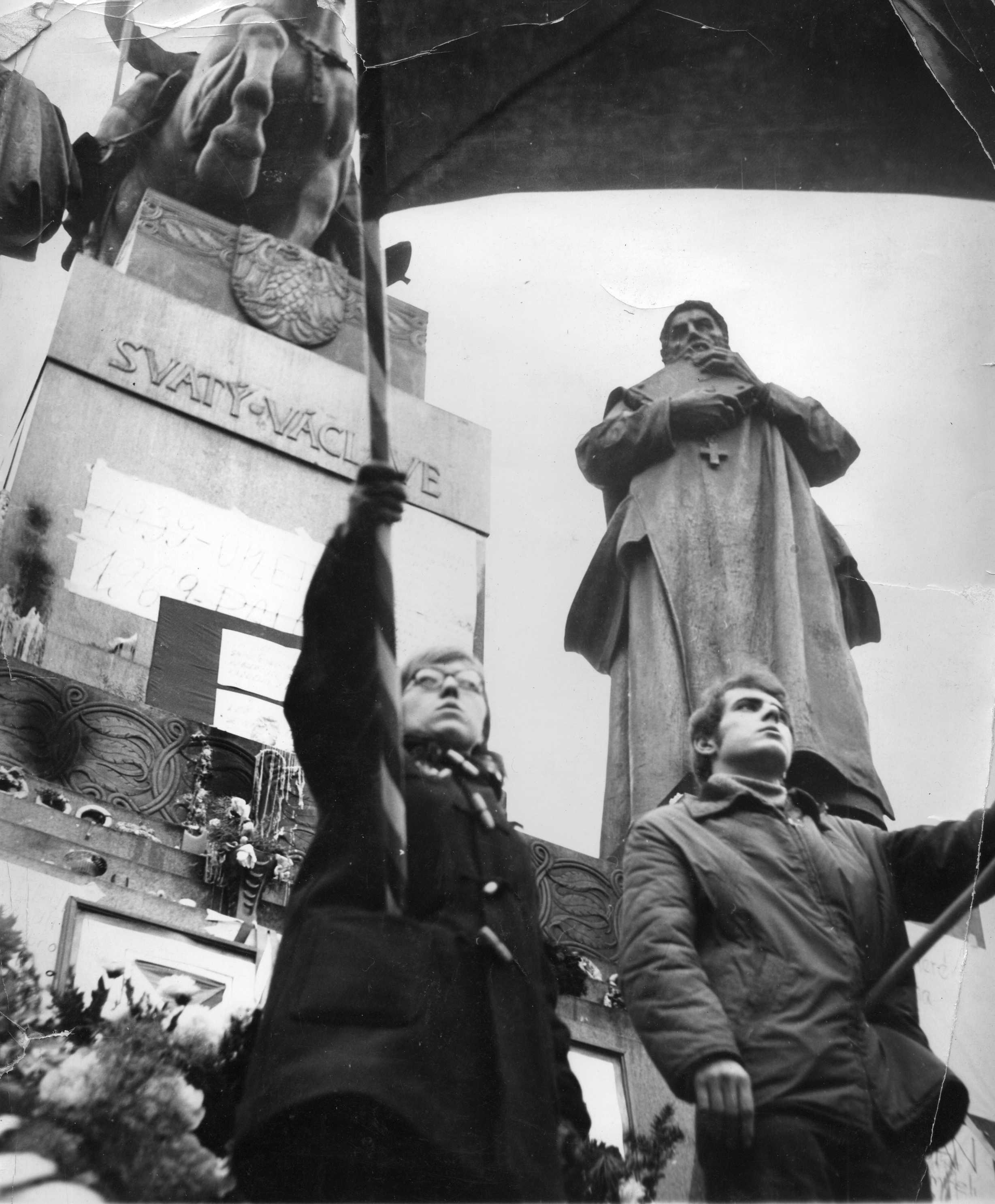
Protiokupační demonstrance v Praze v roce 1969

- - 19. – 21. srpna – protiokupační demonstrace (především v Praze, Brně a Liberci)
- 1977
  - 1. leden – Charta 77
- 1978
  - 27. duben – založení Výboru na obranu nespravedlivě stíhaných
- 1985
  - 5. červenec – Národní pouť na Velehradě
- 1988
  - 25. březen – svíčková demonstrace
  - petice Podněty katolíků k řešení situace věřících občanů v Československu
- 1989
  - 29. červen – zveřejnění petice Několik vět
  - 11. – 13. listopadu – ekologické protesty v Teplicích
  - 17. listopad – začátek sametové revoluce

## Protikomunistický odboj na Slovensku
Na Slovensku fungoval protikomunistický odboj v jiných společenských podmínkách, byl méně rozsáhlý a je dokumentován v podstatě jen ve velkých městech. Také legislativní vymezení účastníka odboje bylo počátkem 21. století ve Slovenské republice odlišné od ČR.

### Bratislava
Nejrozsáhlejší aktivita probíhala v hlavním městě Bratislava. Byla značně různorodá, angažovali se zejména křesťané, především katolíci, samozřejmě intelektuálové a studenti, a také lidé přesvědčení o nezbytnosti zásadní kritiky stavu životního prostředí.
Výrazně se projevovala skupina s názvem Bratislavská päťka, v níž působili např. Miroslav Kusý, Ján Čarnogurský, Hana Ponická, Anton Selecký a Vladimír Maňák. Na životní prostředí byli zaměřeni aktivisté Ján Budaj, Juraj Flamík ad., které vedl Mikuláš Huba. Známá jsou také jména pozdějšího ministra Jána Langoše, který založil Ústav pamäti národa, spisovatele Dominika Tatarky, sociologa Fedora Gála nebo publicisty Milana Šimečky. Výraznými osobnostmi mezi křesťany byli kněží Vladimír Jukl a Silvester Krčméry, kterým se podařilo vybudovat tzv. tajnou církev.

### Košice
V Košicích vytvořila ostrůvek svobody v nesvobodě v 80. létech skupina mladých lidí žijících podle principů undergroundu. Jejich vedoucím, který tragicky zemřel, byl filosof a básník Marcel Strýko. V hudebních aktivitách spolupracovali s českým filosofem, feministou a hudebníkem Mirkem Vodrážkou.

### Banská Bystrica
V Banské Bystrici se podařilo teoretiku umění Tomáši Fassatimu po roce 1980 několik let provozovat mimo struktury tradičních institucí Galérii F, ve které se v rámci širšího programu dařilo prezentovat umění z kapitalistických zemí i tvorbu českých disidentů, nebo pořádat setkání tuzemských sociálně kritických fotografů. Činnost galerie včetně vydávání samizdatů podporovali banskobystričtí studenti a fotografové, zejména Anna Gíretová, Paľo Štecko, Igor Svítok, Aleš Vincík ad.